# Ysaline Bonaventure
Ysaline Bonaventure (n. 29 august 1994, Rocourt⁠(d), Valonia, Belgia) este o tenismenă belgiană. În mai 2023, Bonaventure a atins cel mai bun clasament al ei la simplu, locul 81 mondial, iar la dublu, locul 57 mondial în februarie 2016.
Bonaventure a câștigat două titluri de dublu pe Circuitul WTA, precum și 12 titluri de simplu și 14 de dublu pe Circuitul feminin ITF.